# Спасівка (Запорізький район)

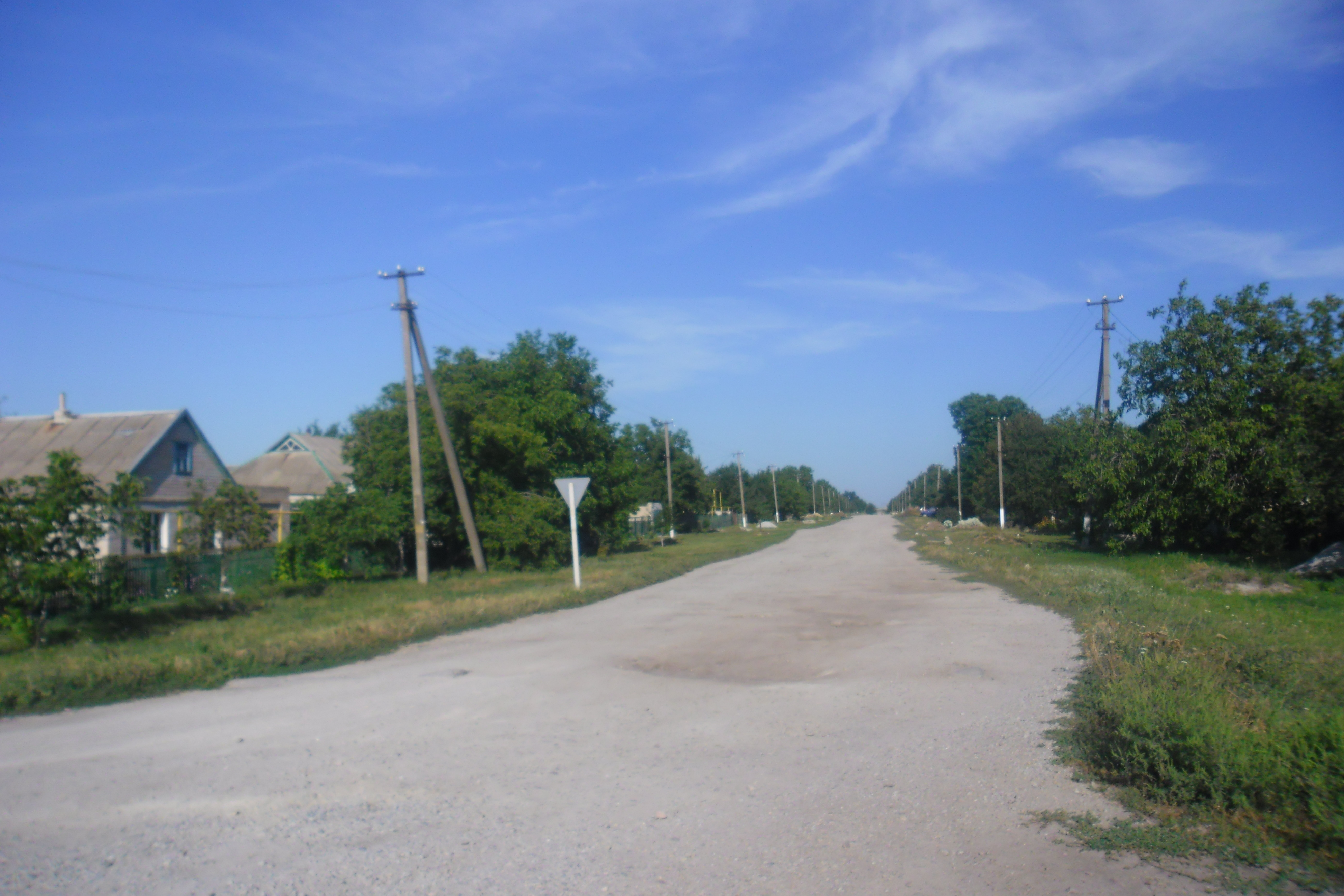
Вулиця в Спасівці.

Спа́сівка — село в Україні, у Запорізькому районі Запорізької області. Входить до складу Павлівської сільської громади.
Площа села – 52,9 га. Кількість дворів – 122, кількість населення на 01.01.2007 р.  –  322 чол. 

## Географія
Село Спасівка знаходиться на відстані 0,5 км від міста Вільнянськ та села Вишневе. Поруч проходить автомобільна дорога Н15.
Село розташоване за 28 км від обласного центру. Найближча залізнична станція – Вільнянськ – за 3 км від села.

## Історія
Село утворилось в 1923 р. 
В 1932-1933 селяни пережили сталінський геноцид.
З 24 серпня 1991 року село входить до складу незалежної України.
День села відзначається 21 вересня. 
На цивільному кладовищі розташований радянський пам'ятник односельцям, загиблим в роки Німецько-радянської війни.
До 2016 орган місцевого самоврядування — Павлівська сільська рада.
12 червня 2020 року, відповідно до розпорядження Кабінету Міністрів України № 713-р «Про визначення адміністративних центрів та затвердження територій територіальних громад Запорізької області», село увійшло до складу Павлівської сільської територіальної громади.
19 липня 2020 року, в результаті адміністративно-територіальної реформи та ліквідації Вільнянського району, село увійшло до складу новоутвореного Запорізького району.

## Населення

### Мова
Розподіл населення за рідною мовою за даними перепису 2001 року:
| Мова       | Кількість | Відсоток |
| ---------- | --------- | -------- |
| українська | 279       | 88.57%   |
| російська  | 35        | 10.11%   |
| вірменська | 1         | 0.32%    |
| Усього     | 315       | 100%     |